# Allirahu (Pihtla)
Allirahu (Pihtla) est une île d'Estonie dans le golfe de Riga.

## Géographie
Elle fait partie de la commune de Pihtla.

## Histoire
Il y a un phare et une petite dépendance sur l'île. Elle est classée en réserve naturelle depuis 2005. Ses mammifères protégés sont essentiellement des phoques annelés et des phoque gris.